# 詹皮耶罗·帕斯托雷
詹皮耶罗·帕斯托雷（義大利語：Gianpiero Pastore，1976年5月7日—），意大利击剑运动员。他曾代表意大利参加2000年、2004年和2008年夏季奥林匹克运动会击剑比赛，共收获一枚银牌和一枚铜牌。